# Ben Barclay
Ben Barclay (Auckland, 4 febbraio 2002) è uno sciatore freestyle neozelandese, specializzato in slopestyle e big air.

## Biografia
Originario di Auckland e attivo a livello internazionale dal settembre 2016, Ben Barclay ha debuttato in Coppa del Mondo il 7 settembre 2018, giungendo 24º in big air a Cardrona. Il 16 gennaio 2022 ha ottenuto il suo primo podio nel massimo circuito, classificandosi al 2º nello slopestyle di Font-Romeu vinto dallo svizzero Andri Ragettli.

## Palmarès

### Coppa del Mondo
- Miglior piazzamento nella Coppa del Mondo generale di freestyle: 15º nel 2022

- 2 podi:
  - 1 secondo posto
  - 1 terzo posto